# Альтипланація
Альтипланація (від лат. altus — високий; planatio — вирівнювання) — вирівнювання рельєфу високогірних і полярних областей, що відбувається внаслідок різних процесів: морозного вивітрювання, соліфлюкції, нівації, гравітаційних рухів. В результаті довготривалої дії альтипланації в горах розвивається терасований рельєф, на рівнинах утворюється морозно-соліфлюкційна поверхня вирівнювання.